# Kebonagung (Bandongan)
Kebonagung is een bestuurslaag in het regentschap Magelang van de provincie Midden-Java, Indonesië. Kebonagung telt 2457 inwoners (volkstelling 2010).